# Cepa margarita
Cepa margarita är en tvåvingeart som först beskrevs av Thompson 1999.  Cepa margarita ingår i släktet Cepa och familjen blomflugor. Inga underarter finns listade i Catalogue of Life.